# Liste der Stolpersteine im Opsterland

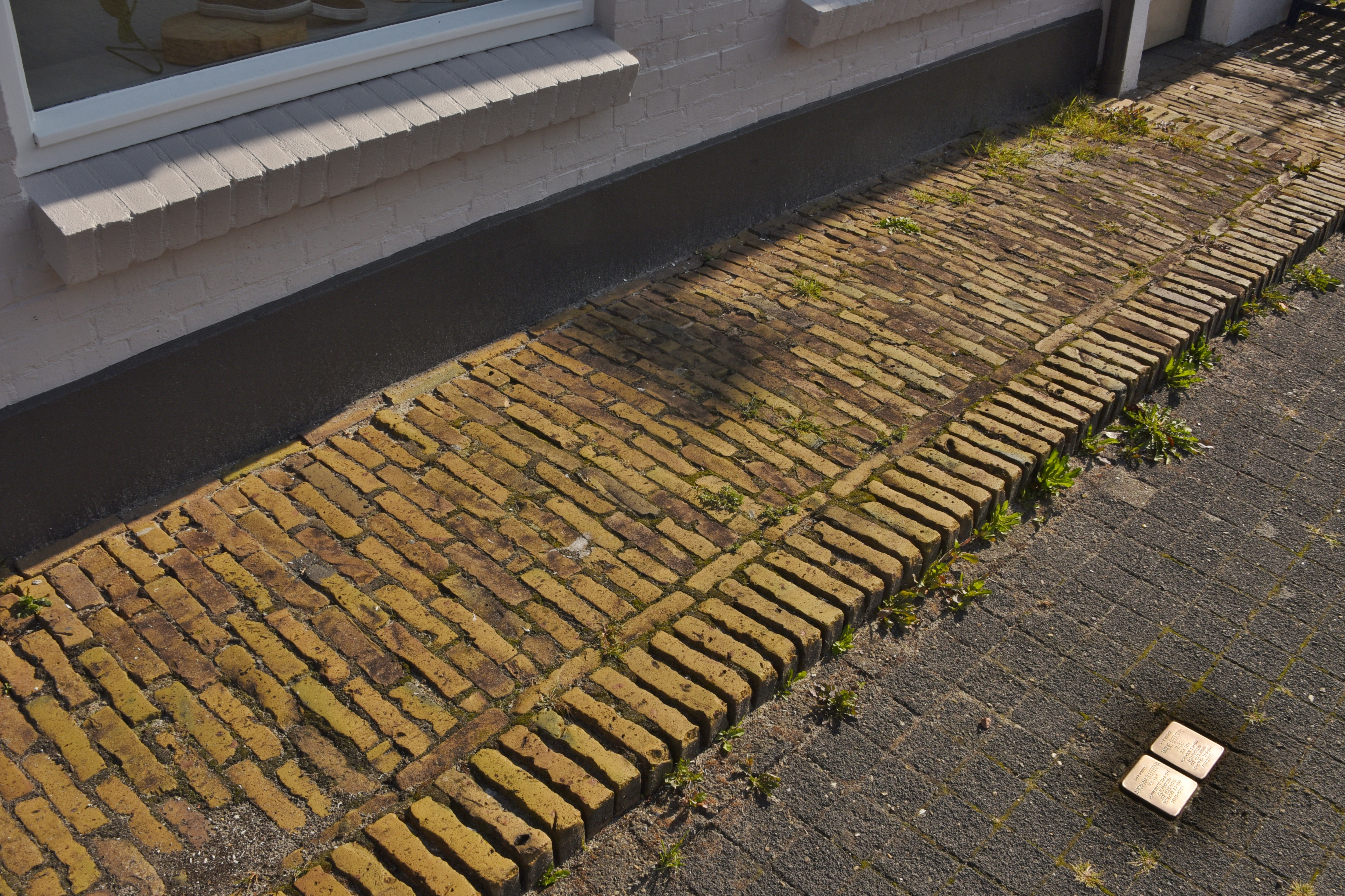
Stolpersteine in Gorredijk

Die Liste der Stolpersteine im Opsterland listet alle Stolpersteine in der Gemeinde Opsterland in der niederländischen Provinz Friesland auf, die dort vom deutschen Künstler Gunter Demnig verlegt wurden. Stolpersteine erinnern an das Schicksal der Menschen, die von den Nationalsozialisten ermordet, deportiert, vertrieben oder in den Suizid getrieben wurden. Die Stolpersteine wurden vom Künstler zumeist selbst verlegt. Im Regelfall liegen die Stolpersteine vor dem letzten selbstgewählten Wohnort des Opfers. Stolpersteine werden auf Niederländisch struikelstenen genannt, auf friesisch hingegen stroffelstiennen.
Die ersten, bislang einzigen Verlegungen im Gemeindegebiet fanden am 7. Dezember 2016 in Gorredijk statt.

## Verlegte Stolpersteine
Im Opsterland wurden 14 Stolpersteine an fünf Adressen verlegt, sie liegen alle in Gorredijk. Hier lebten nach Beginn des Krieges insgesamt 16 Menschen jüdischen Glaubens, nur zwei überlebten die Shoah.
Die Tabelle ist teilweise sortierbar; die Grundsortierung erfolgt alphabetisch nach dem Familiennamen des Opfers.
| Stolperstein | Übersetzung | Verlegeort               | Name, Leben |
| ------------ | --- | ------------------------ | --- |
|              | HIER WOHNTE ESTHER COLTHOF GEB. 1925 VERHAFTET 3.10.1942 DEPORTIERT AUS WESTERBORK ERMORDET 26.2.1943 AUSCHWITZ                     | Gorredijk, Langewal 38   | Esther Colthof wurde am 4. Januar 1925 in Gorredijk geboren. Ihre Eltern waren Marcus Colthof und Liena, geborene Gudema. Ihr Vater befand sich seit dem 20. August 1942 im Durchgangslager Westerbork, am 2. Oktober 1942 erschien ein Polizist bei Esther Colthof und ihrer Mutter und überbrachte den Befehl sich am nächsten Tag ebenfalls im Lager einzufinden Westerbork einzufinden. Er nahm ihnen das Versprechen ab, dass sie in der Nacht nicht flüchten würden, so war eine Bewachung von Tochter und Mutter nicht notwendig. Sie hielten sich an dieses Versprechen, obwohl ihnen seitens des Widerstandes Hilfe angeboren wurde. Ihre Mutter arbeitete im Lager als Krankenschwester, sie selber bekam ebenfalls eine Anstellung im Spital und erlebte ihren 18. Geburtstag im Lager. Am 23. Februar 1943 schrieb sie ihre letzte Postkarte an Bekannte, teilt darin mit, dass sie demnächst nach Deutschland transportiert werden würde, ihre Eltern aber im Lager verbleiben würden. Sie wurde am selben Tag ins Vernichtungslager Auschwitz deportiert. Esther Colthof wurde dort am 26. Februar 1943 in einer Gaskammer ermordet. Ein Film mit dem Titel „Over het korte leven van Esther“ erzählt ihre Geschichte. Ihre ehemalige Schule ist heute ein Museum, erzählt die Geschichte der kleinen jüdischen Gemeinde und von Esther Colthoff. Ihre Eltern wurden im Juli 1943 nach Sobibor deportiert und dort ermordet. |
|              | HIER WOHNTE LINA COLTHOF- GUDEMA GEB. 1881 VERHAFTET 3.10.1942 DEPORTIERT AUS WESTERBORK ERMORDET 23.7.1943 SOBIBOR                 | Gorredijk, Langewal 38   | Lina Colthof-Gudema, auch Liena, geborene Gudema, wurde am 13. September 1881 in Onstwedde geboren. Ihre Eltern waren der Metger Aron Gudema und dessen Frau Betje Schaap. Sie hatte sechs Geschwister, darunter Heiman (geboren 1859), Nochgum (geboren 1872), Geertje (geboren 1875), und Daniël (geboren 1878) und Levie. Im Jahr 1897 arbeitete sie einige Monate als Dienstmädchen. 1913 starb ihr Vater, 1930 ihre Mutter. Im Jahr 1922 heiratet die Marcus Colthof, das Paar bekam die 1925 geborene Tochter Esther. Colthof-Gudemas Ehemann wurde im August 1942 verhaftet und in das Durchgangslager Westerbork deportiert. Am 2. Oktober 1942 wurde ihr von einem Polizisten der Befehl überbracht sich am nächsten Tag gemeinsam mit ihrer Tochter ebenfalls im Lager Westerbork einzufinden. Sie versprach nicht zu flüchten, angebotene Hilfe des Widerstandes wurde von ihr abgelehnt. Im Lager arbeitete sie als Krankenschwester. Im Februar 1943 wurde ihre Tochter nach Auschwitz deportiert und ermordet. Lina Colthof-Gudema und ihr Mann wurden am 20. Juli 1943 in das Vernichtungslager Sobibor deportiert und dort am 23. Juli 1943 ermordet. Von ihren Geschwistern überlebte einzig Levie und dessen Frau die Shoah, der Sohn der beiden wurde ebenfalls ermordet. Alle anderen Geschwister wurden in Auschwitz und Sobibor ermordet.                                                                            |
|              | HIER WOHNTE MARCUS COLTHOF GEB. 1889 VERHAFTET 20.8.1942 DEPORTIERT AUS WESTERBORK ERMORDET 23.7.1943 SOBIBOR                       | Gorredijk, Langewal 38   | Marcus Benjamin Colthof wurde am 22. Mai 1889 in Gorredijk geboren. Er war das ältest Kind von Benjamin Colthof und Esther Slager. Er hatte zumindest sieben Geschwister, drei starben bereits früh, es überlebten das Kindesalter Levie (geboren 1890), Izak (geboren 1892), Johanna Sophia (geboren 1897), Sophia und Nathan (geboren 1900). Seine Mutter starb 1896 im Alter von 35 Jahren, sein Vater heiratete erneut, Sientje Wolf. Marcus Colthof wurde Metzger und heiratete im Jahr 1922 Lina Gudema. Drei Jahre später wurde das einzige Kind des Paares geboren, die zur Erinnerung an Colthofs Mutter Esther genannt wurde Am 20. August 1942 wurde Colthof verhaftet und ins Lager Westerbork deportiert, seine Frau und Tochter mussten sich im Oktober desselben Jahres ebenfalls im Lager einfinden, beide lehnten die Hilfe des Widerstandes ab. Im Februar 1943 wurde seine Tochter ins Vernichtungslager Auschwitz deportiert und ermordet. Marcus Colthof und seine Frau wurden am 20. Juli 1943 ins Vernichtungslager Sobibor deportiert und dort unmittelbar nach der Ankunft am 23. Juli 1943 ermordet. Von seinen Geschwistern überlebte nur seine Schwester Sophia die Shoah. |
|              | HIER WOHNTE ELIAZAR VAN DER KAARS GEB. 1876 VERHAFTET 12.11.1942 DEPORTIERT AUS WESTERBORK ERMORDET 19.11.1942 AUSCHWITZ            | Gorredijk, Kerkewal 56   | Eliazar van der Kaars wurde am 24. Dezember 1876 geboren. Seine Eltern waren der Kaufmann Jacobus van der Kaars (geboren 1848 in Gorredijk) und Mina van Oosten (geboren 1846). Sein Vater handelte mit Tierhäuten. Er hatte vier jüngere Geschwister, darunter Hanna (geboren 1881), Roosje (geboren 1882) und Emanuel (geboren 1886). Van der Kaars heiratete Johanna Goldsmith und übernahm das Geschäft seines Vaters. Am 12. November 1942 wurde er, sein bei ihm lebender Bruder Emanuel und seine Frau verhaftet und ins Lager Westerbork deportiert. Wenige Tage später wurden alle drei in das Vernichtungslager Auschwitz deportiert. Eliaza rvan der Kaars wurde dort am 19. November 1942 ermordet, seine Frau und sein Bruder ebenfalls am selben Tag. Seine Schwestern Hanna und Roosje wurden ebenfalls in Auschwitz ermordet. |
|              | HIER WOHNTE EMANUEL VAN DER KAARS GEB. 1886 VERHAFTET 12.11.1942 DEPORTIERT AUS WESTERBORK ERMORDET 19.11.1942 AUSCHWITZ            | Gorredijk, Kerkewal 56   | Emanuel van der Kaars, genannt Menny, wurde am 26. September 1876 geboren. Seine Eltern waren der Kaufmann Jacobus van der Kaars (geboren 1848 in Gorredijk) und Mina van Oosten (geboren 1846). Sein Vater handelte mit Tierhäuten. Er hatte vier Geschwister, darunter Eliazar (geboren 1876), Hanna (geboren 1881) und Roosje (geboren 1882). Van der Kars litt unter einer psychischen Beeinträchtigung, 1905 erfolgte seine erste Einweisung in die staatliche Irrenanstalt in Medemblik, 1909 wurde er nach Franeker verlegt. Er wurde entlassen und lebte dann bei seinem Bruder Eliazar und dessen Ehefrau. Während sich sein Bruder wenig Sorgen machte, dass sie zu einem Arbeitseinsatz müssen, da er glaubte, sie wären durch ihr Alter geschützt, glaubte Emanuel van der Kaars, dass sie irgendwann abgeholt werden würden. Er behielt Recht, Am 12. November 1942 wurden er, sein Bruder und seine Schwägerin verhaftet und in das Lager Westerbork deportiert. Am 16. November 1942 erfolgte die Weiterdeportation ins Vernichtungslager Auschwitz deportiert. Emanuel van der Kaars, sein Bruder und seine Schwägerin wurden dort kurz nach der Ankunft, am 19. November 1942, ermordet. Auch seine Schwestern Hanna uns Roosje wurden Opfer der Shoah. |
|              | HIER WOHNTE JOHANNA VAN DER KAARS- GOLDSMITH GEB. 1870 VERHAFTET 12.11.1942 DEPORTIERT AUS WESTERBORK ERMORDET 19.11.1942 AUSCHWITZ | Gorredijk, Kerkewal 56   | Johanna van der Kaars-Goldsmith wurde am 2. Oktober 1870 in Winsum geboren. Ihre Eltern waren Izaäk Goldsmith und Saartje Goldsmith-de Vries. Sie hatte sieben Geschwister: Frouwke (geboren 1866), Filippus (geboren 1869, lebte nur wenige Monate), Rozette (geboren 1871), Frederica (geboren 1874), Amalia (geboren 1877), Jacoba (geboren 1879) und Mietje (geboren 1881). Johanna Goldsmith heiratete Eliazar van der Kaars, einen Kaufmann, der das Geschäft, Handel mit Tierhäuten, von seinem Vater übernahm. Sie hatte einen psychisch beeinträchtigten Schwager, der mit ihnen wohnte. Am 12. November 1942 wurden alle drei verhaftet und ins Lager Westerbork deportiert. Nur wenige Tage später erfolgte der Weitertransport in das Vernichtungslager Auschwitz. Johanna van der Kaars-Goldsmith, ihr Mann und ihr Schwager wurden hier am 19. November 1942 ermordet. Bis auf Rozette, die bereits 1934 starb, wurden alle Geschwister in Auschwitz oder Sobibor ermordet. |
|              | HIER WOHNTE ABRAHAM B. LEEFSMA GEB. 1909 VERHAFTET 20.8.1942 DEPORTIERT AUS WESTERBORK ERMORDET 7.2.1945 GROSS-ROSEN                | Gorredijk, Langewal 48   | Abraham Benadictus Leefsma wurde am 11. Februar 1909 in Zuidhorn geboren. Seine Eltern waren Gerrit Leefsma und Reina van Dam. Er hatte zumindest drei Geschwister, Heiman Philip (geboren 1908), Izaak (geboren 1911) und Magalina Beeltje Leverpoll-Leefsma (geboren 1917). Er heiratete Matje Wolf, das Paar hatte einen Sohn. Leefsma, seine Frau und sein Sohn versteckten sich an verschiedenen Orten. Abraham Leefsma wurde am 20. August 1942 verhaftet und nach Westerbork deportiert und von dort zu einem nicht bekannten Zeitpunkt nach Gross-Rosen überstellt und ermordet. Der Tag seiner Ermordung war für den 7. Februar 1945 festgelegt worden, laut Meldung des Roten Kreuzes wurde Abraham Benadictus Leefsma am 2. Februar 1945 ermordet. Seine Frau wurde im März 1944 gefunden und im August 1944 in Auschwitz ermordet. Sein Sohn konnte versteckt überleben. Seine Eltern und sein Bruder Heiman wurden in Sobibor ermordet, seine zwei anderen Geschwister in Auschwitz. |
|              | HIER WOHNTE DINA LEEFSMA- DE VRIES GEB. 1917 VERHAFTET 20.8.1942 DEPORTIERT AUS WESTERBORK ERMORDET 31.12.1944 AUSCHWITZ            | Gorredijk, Langewal 28   | Dina Leefsma-de Vries wurde am 6. Dezember 1917 in Amsterdam geboren. Ihre Eltern waren der Handelsreisende Mozes de Vries und dessen Frau Mietje de Vries-Hamburg. Sie hatte einen Bruder, Julius de Vries (geboren 1916). Im Jahr 1935 zog die Familie aus Amsterdam nach Gorredijk. Dina de Vries heiratete im Juli 1942 Izak Leefsma. Am 20. August 1942 wurden sie und ihr Mann verhaftet und in das Lager Westerbork deportiert. Von dort wurde das Paar am 25. Januar 1944 in das Vernichtungslager Auschwitz deportiert. Dina Leefsma-de Vries und ihr Mann wurden dort am 31. Dezember 1944 ermordet. Ihre Eltern und ihr Bruder wurden 1943 ermordet, ebenfalls in Auschwitz. |
|              | HIER WOHNTE IZAK LEEFSMA GEB. 1917 VERHAFTET 20.8.1942 DEPORTIERT AUS WESTERBORK ERMORDET 31.12.1944 AUSCHWITZ                      | Gorredijk, Langewal 28   | Izak Leefsma wurde am 19. Juli 1917 geboren. Seine Eltern waren der Kaufmann Jozef Leefsma und dessen Ehefrau Rebekka de Vries. Er hatte drei jüngere Geschwister, Magalina (geboren 1918), Herman (geboren 1924) und Jacob (geboren 1935). Im Juli 1942 heiratete er Dina de Vries. Kurz nach der Hochzeit, am 20. August 1942, wurde Izak Leefsma verhaftet und ins Lager Westerbork deportiert. Höchstwahrscheinlich mit seiner Frau oder sie folgte kurz danach. Am 25. Januar 1944 wurde das Ehepaar Leefsma in das Vernichtungslager Auschwitz deportiert. Izak Leefsma und seine Frau wurden hier am 31. Dezember 1944 ermordet. Von seiner Familie überlebte seine Mutter und sein Bruder Herman, dieser starb 2002 in Laguna Hills, USA. |
|              | HIER WOHNTE JACOB LEEFSMA GEB. 1935 VERHAFTET 1943 DEPORTIERT AUS WESTERBORK ERMORDET 11.2.1944 AUSCHWITZ                           | Gorredijk, Langewal 28   | Jacob Leefsma, genannt Jaapje, wurde am 28. März 1935 in Leeuwarden geboren. Seine Eltern waren der Kaufmann Jozef Leefsma und dessen Frau Rebekka de Vries. Er hatte drei ältere Geschwister, Izak (geboren 1917), Magalina (geboren 1918) und Herman (geboren 1924). Jacob Leefsma wurde 1943 verhaftet, ins Lager Westerbork deportiert und von dort ins Vernichtungslager Auschwitz überstellt, wo er am 11. Februar 1944 ermordet wurde. Von seiner Familie haben nur seine Mutter und sein Bruder Herman die Shoah überlebt. |
|              | HIER WOHNTE JOZEF LEEFSMA GEB. 1892 VERHAFTET SEPT. 1942 DEPORTIERT AUS WESTERBORK ERMORDET 26.1.1945 BLECHHAMMER                   | Gorredijk, Langewal 28   | Jozef Leefsma wurde am 13. Februar 1892 in Gorredijk geboren. Seine Eltern waren der Kaufmann Heiman Sanders Leefsma und dessen Ehefrau Magalina, geborene Mossel. Er hatte dreizehn Geschwister, darunter Bertha (geboren 1878), Izaak (geboren 1879), Sara Josina (geboren 1880), Hanriëtta (geboren 1881), Gerrit (geboren 1883), David (geboren 1885), Salomon, Alexander und Esther (geboren 1900). Sein Vater hatte ein Textilgeschäft, Jozef Leefsma übernahm dieses zusammen mit seinem Bruder Salomon im Jahr 1916. Verheiratet war Leefsma mit Rebekka de Vries, das Paar bekam vier Kinder, Izak (geboren 1917), Magalina (geboren 1918), Herman (geboren 1924) und Jacob (geboren 1935). Im September 1942 wurde er verhaftet und in das Lager Westerbork deportiert. Von hier wurde er in das Konzentrationslager Ottmuth überstellt und dann weiter in das KZ Blechhammer, hier war er zum Bau chemischer Anlagen für die Oberschlesischen Hydrierwerke AG eingesetzt. Als im Januar die Rote Armee anrückte, wurde das Lager geräumt, die Häftlinge mussten sich auf einen Todesmarsch begeben. Jozef Leefsma wurde am 26. Januar 1945 ermordet. Seine Frau und sein Sohn Herman überlebten die Shoah. Sein Vater, ein Teil seiner Geschwister und drei seiner Kinder wurden ermordet. |
|              | HIER WOHNTE MAGALINA LEEFSMA GEB. 1918 VERHAFTET 1943 DEPORTIERT AUS WESTERBORK ERMORDET 7.5.1943 SOBIBOR                           | Gorredijk, Langewal 28   | Magalina Leefsma wurde am 27. November 1918 geboren. Ihre Eltern waren der Kaufmann Jozef Leefsma und dessen Frau Rebekka de Vries. Sie hatte drei Geschwister, Izak (geboren 1917), Herman (geboren 1924) und Jacob (geboren 1935). Im Juli 1937 zog sie nach Amsterdam. Sie arbeitete als Haushälterin. 1943 wurde sie verhaftet und in das Lager Westerbork deportiert. Magalina Leefsma wurde von dort in das Vernichtungslager Sobibor deportiert und am 7. Mai 1943 ermordet. Von ihrer Familie hat ihre Mutter und ihr Bruder Herman überlebt, alle anderen wurden ermordet. |
|              | HIER WOHNTE MATJE LEEFSMA-WOLF GEB. 1911 VERRATEN 1.3.1944 DEPORTIERT AUS WESTERBORK ERMORDET 31.8.1944 AUSCHWITZ                   | Gorredijk, Langewal 48   | Matje Leefsma-Wolf wurde am 14. Dezember 1911 in Meppel geboren. Ihre Eltern waren Isac Wolf und Hendrina van de Rhoer. Sie hatte zumindest zwei Schwestern, Sara (geboren 1910) und Jeanette (geboren 1913). Sie heiratete Abraham Benadictus Leefsma, das Paar hatte einen Sohn. Leefsma-Wolf und ihr Sohn tauchten während des Krieges unter, an verschiedenen Orten. Sie war als Haushaltshilfe bei einem Treibstoffhändler in Scharnegoutum untergekommen. Sie wurde verraten und am 1. März 1944 verhaftet und nach Leeuwarden gebracht. Dor wurde sie stundenlang mit Gummistöcken auf dem nackten Rücken geschlagen. Matje Leefsma-Wolf wurde in das Lager Westerbork deportiert und von dort in das Vernichtungslager Auschwitz, wo sie am 31. August 1944 ermordet wurde. Ihr Mann wurde 1945 in Gross-Rosen ermordet, beide Schwestern in Auschwitz. Ihr Sohn konnte versteckt überleben. |
|              | HIER WOHNTE BERTHA SCHOLTEN GEB. 1872 VERHAFTET 12.11.1942 DEPORTIERT AUS WESTERBORK ERMORDET 23.11.1942 AUSCHWITZ                  | Gorredijk, Hoofdstraat 2 | Bertha Scholten wurde am 27. August 1972 geboren. Ihre Eltern waren Yzak Borger Scholten und Judik Sanders Scholten-Leefsma. Sie hatte zumindest drei Geschwister, Elisabeth (geboren 1874), Jacob (geboren 1875) und Alexander (geboren 1877). Scholten blieb unverheiratet und hatte ein Süßwarengeschäft. Sie setzte sich aktiv für das Frauenwahlrecht ein. Am 12. November 1942 wurde sie verhaftet und in das Lager Westerbork deportiert. Bertha Scholten wurde von dort in das Vernichtungslager Auschwitz überstellt und am 23. November 1942 ermordet. Ihre drei Geschwister wurden in Sobibor ermordet. |

## Verlegedatum
- 7. Dezember 2016